# Teesta Setalvad
Teesta Setalvad (Gujarat, 9 februari 1962) is een Indiaas journalist, uitgever en mensenrechtenverdediger.

## Levensloop
Setalvad studeerde filosofie aan de universiteit van Bombay en begon in 1983 met haar carrière als journalist. Ze werkte voor Bombay-edities van The Daily en The Indian Express en daarna voor het magazine Business India.
Ze is een vurig tegenstander van kernwapens, voorpleiter van mensenrechten, vrouwenrechten en vrede, en neemt het op tegen vooroordelen. Meteen vanaf het begin van haar carrière hield ze zich bezig met sociaal-politieke vraagstukken en richtte ze zich op randgroeperingen. Ze was een actief lid in het comité voor vrouwen in de media van de vakbond Bombay Union of Journalist. Vanaf het eind van de jaren tachtig richtte ze zich hoofdzakelijk op de berichtgeving van de gevestigde media en is ze fel gekant tegen haatzaaien.
Nadat de Bharatiya Janata-partij aan de macht was gekomen in drie Indiase deelstaten, kwam ze tot de conclusie dat religieuze minderheden, vrouwen en dalits een schietschijf van terreur zouden worden. Samen met een collega richtte ze vervolgens de groep Journalist against Communalism (Journalist tegen Sektarisme) en Sabrang (Alle kleuren) op.
In de jaren 1992 en 1993, na de vernieling van de Babri Masjid in Ayodhya, groeide haar onvrede over de berichtgeving van de gevestigde media en besloot zij met haar collega en latere echtgenoot Javed Anand te komen met een eigen tijdschrift onder de naam Communalism Combat. 
Naast hun tijdschrift geeft ze regelmatig lezingen, waaronder op opleidingscentra voor de politie. Verder voerde ze verschillende projecten uit, zoals het Education for a Plural India Program. Met dit project wil ze bereiken dat er pluriformer onderwijs wordt gegeven in India.
Setalvad is een hindoestaanse vrouw die met een islamitische man getrouwd is. Om deze reden en hun werk worden hun levens al jaren bedreigd. In 2009 werd ze aangeklaagd omdat ze in haar berichtgeving over de rellen van Gujarat in 2002 zou hebben overdreven.

## Erkenning
Setalvad werd meermaals onderscheiden, waaronder in 2003 met de Internationale Neurenbergse Mensenrechtenprijs en in 2007 met een Padma Shri. Haar tijdschrift Communalism Combat werd in 2000 bekroond met een Prins Claus Prijs.